# Ojmjakoni járás

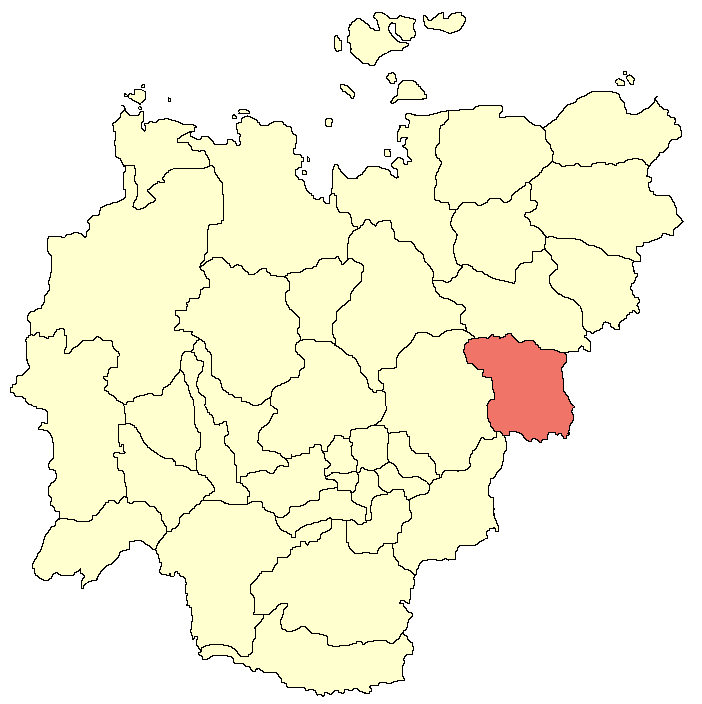
Az Ojmjakoni járás Jakutföldön

Az Ojmjakoni járás (oroszul Оймяконский улус, jakut nyelven Өймөкөөн улууhа) Oroszország egyik járása Jakutföldön. Székhelye Uszty-Nyera.

## Népesség
- 1989-ben 31 078 lakosa volt.
- 2002-ben 14 670 lakosa volt, melynek több mint fele orosz.
- 2010-ben 10 109 lakosa volt, melyből 5291 orosz, 2932 jakut, 623 ukrán, 429 even, 123 tatár stb.